# Kapel van Boshoven

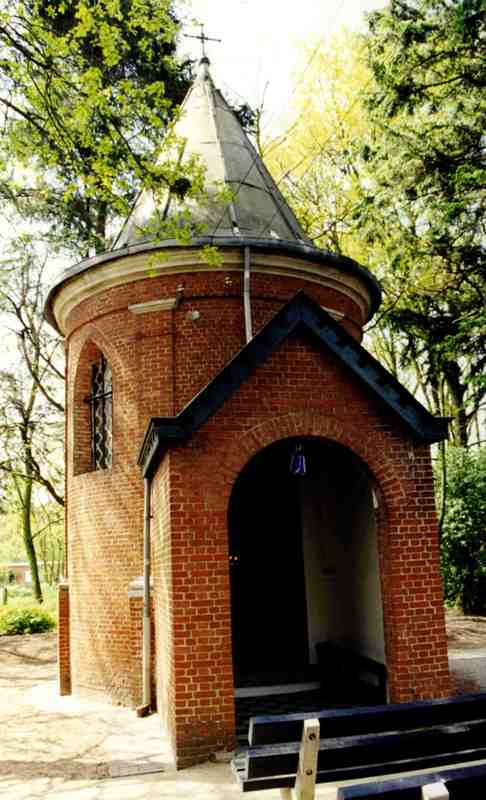
Kapel van Boshoven

De Kapel van Boshoven is een kapel in de Antwerpse plaats Grobbendonk, gelegen aan de Kapelstraat.

## Geschiedenis
Op deze plaats, iets ten noorden van de huidige kern, bevond zich de oorsprong van Grobbendonk. Oorspronkelijk heette het Ouwen en was een Frankische nederzetting die mogelijk is ontstaan op de basis van de Romeinse vicus die hier gelegen heeft.
Hier stichtte, op een Merovingisch grafveld, men een houten kerkje (van ongeveer 800) en in de 11e en 12e eeuw ook een stenen romaans kerkje. Van beide kerken zijn in 1957 resten teruggevonden.
Later kwam hier een gotisch kerkje dat in 1721 werd gesloopt omdat vanaf 1718 de kerkdiensten in de kapel van het godshuis werden gehouden.
Vanwege het religieus-historische karakter van deze plaats werd hier in 1869 een kapelletje gebouwd.

## Kapel
Het betreft een bakstenen kapel in neogotische stijl op cirkelvormige plattegrond met een kegelvormige, met zink beklede, spits. Ook is er een voorgebouwd portaal. De kapel is aan Onze-Lieve-Vrouw gewijd en heeft een gepolychromeerd Mariabeeld uit de tijd van de bouw van de kapel.